# Fraktionsloser Abgeordneter
Ein fraktionsloser Abgeordneter (in Österreich Abgeordneter ohne Klubzugehörigkeit, auch wilder Abgeordneter) ist ein Mitglied eines Parlamentes, das keiner Fraktion angehört.
Abgeordnete gleicher Parteizugehörigkeit bilden üblicherweise im Parlament eine Fraktion. Die Fraktionslosigkeit kann sich daraus ergeben, dass die Gesamtzahl der parteilichen Abgeordneten die Mindestgröße für eine eigene Partei-Fraktion nicht erreichen, wenn der Abgeordnete aus der Fraktion austritt oder ausgeschlossen wird (siehe auch Parteiloser) oder bei seiner Wahl keiner Partei oder Wählergemeinschaft angehörte.
In einigen Parlamenten organisieren sich fraktionslose Abgeordnete in fraktionsähnlichen Gruppen. Im italienischen Parlament z. B. sind Abgeordnete, die keiner Fraktion angehören, automatisch Mitglied der Gruppo Misto (gemischte Gruppe), in der französischen Nationalversammlung wählen die in der réunion administrative des sénateurs ne figurant sur la liste d’aucun groupe (RASNAG) organisierten fraktionslosen Abgeordneten einen Sprecher, der sie gegenüber dem Parlamentspräsidium vertritt.

## Europäisches Parlament
Die Abgeordneten im Europäischen Parlament, die sich keiner der Parlamentsfraktionen anschließen, werden meist als non-inscrits (NI, französisch: „nicht eingeschrieben“) bezeichnet. Die Voraussetzungen zur Bildung einer Fraktion sind eine Mindestgröße von 23 Abgeordneten, die in mindestens einem Viertel der Mitgliedstaaten, derzeit also sieben Mitgliedstaaten, gewählt wurden, sowie eine gemeinsame politische Ausrichtung. Aktuell sind 30 Abgeordnete fraktionslos (Stand 25. März 2025).
Während es im Europäischen Parlament nach der ersten Direktwahl 1979 noch eine gemischte Fraktion für die technische Koordinierung und Verteidigung der unabhängigen Gruppen und Abgeordneten nach dem Vorbild des italienischen bzw. französischen Parlaments gab, wurde die 1999 gegründete Technische Fraktion der Unabhängigen Abgeordneten wegen „fehlender politischer Zugehörigkeit“  aufgelöst. Der Europäische Gerichtshof bestätigte später diese Auflösung.

## Deutschland

### Bundestag
Im Deutschen Bundestag ist der Einfluss von fraktionslosen Abgeordneten weit geringer als bei Mitgliedern einer Fraktion oder Gruppe: Sie können keine Gesetzesinitiativen starten oder beim Ältestenrat Plenardebatten beantragen. Bundestagsausschüssen können sie zwar als beratende Mitglieder mit Rede- und Antragsrecht angehören, dürfen jedoch nicht abstimmen. Auch ihr Rederecht im Plenum ist begrenzt.
Durch die Fünf-Prozent-Hürde bei Bundestagswahlen ziehen in der Regel keine fraktionslosen Abgeordneten neu in den Bundestag ein, fünf Prozent der Abgeordneten sind auch für die Bildung einer Fraktion notwendig. Ausnahme davon sind Abgeordnete von Minderheitenparteien – so wie seit 2021 Stefan Seidler für den SSW – und Abgeordnete mit Direktmandaten, deren Partei nicht die Sperrklausel übersprang – zuletzt 2002 Gesine Lötzsch und Petra Pau für die PDS. Bei mindestens drei Abgeordneten ist die Bildung einer Gruppe möglich, dies war zuletzt 1994 ebenfalls bei der PDS der Fall, die auf Grund der Grundmandatsklausel in den Bundestag einzog, aber mit 4,5 % der Abgeordneten keine Fraktion bilden konnte. 
Ansonsten gehörten fraktionslose Abgeordnete in der Regel vorher einer Fraktion an oder traten dieser bei Konstituierung der Fraktion oder nach dem Nachrücken in den Bundestag nicht bei. Oft geht der Austritt aus der Fraktion mit dem Austritt oder Ausschluss aus der Partei einher.
| Politiker       | seit           | Partei    | Anmerkung       |
| --------------- | -------------- | --------- | --------------- |
| Stefan Seidler  | Konstituierung | SSW       |                 |
| Sieghard Knodel | 5. Mai 2025    | parteilos | gewählt für AfD |

#### Gerichtliche Entscheidungen
Maßgebliche Entscheidungen des Bundesverfassungsgerichts waren die Wüppesahl-Entscheidung 1989 und die PDS-Entscheidung 1997. Die Entscheidungen fließen auch in die Beurteilung der Rechte der sogenannten Abweichler in deutschen Parlamenten ein.
Der fraktionslose Abgeordnete Thomas Wüppesahl führte 1989 ein Organstreitverfahren vor dem Bundesverfassungsgericht. Dieses entschied mit Urteil vom 13. Juni 1989, dass die Verwehrung der Mitgliedschaft in einem Ausschuss mit Rede- und Antragsrecht – aber ohne Stimmrecht – gegen das Recht des Abgeordneten aus Art. 38 Abs. 1 Satz 2 GG verstoße. Auch ein „angemessenes Rederecht“ von Einzelabgeordneten wurde festgestellt. Des Weiteren kann seit seiner Entscheidung jeder Einzelabgeordnete unabhängig von einer Fraktionsbindung in die Gesetzgebungsverfahren eingreifen, indem sie in der Zweiten Lesung Änderungsanträge einbringen können. Außerdem stellte das Bundesverfassungsgericht fest, dass die Ausschüsse des Parlaments die Zusammensetzung des Plenums verkleinert abbilden müssen und dass die Vorbereitung von Entscheidungen und Beschlüssen des Plenums die Erarbeitung mehrheitsfähiger Entscheidungsgrundlagen voraussetzt. Damit wäre nicht vereinbar, wenn sich die politische Gewichtung innerhalb des Parlamentes nicht in den Ausschüssen widerspiegeln würde.
1997 formulierte das Bundesverfassungsgericht in der so genannten Zweiten PDS-Entscheidung den Grundsatz der Spiegelbildlichkeit noch deutlicher. In Abweichung von dem üblicherweise bei der Gremienbesetzung angewandten Verfahren liege ausdrücklich keine missbräuchliche Handhabung der „Geschäftsordnungsautonomie“ der Geschäftsordnung des Deutschen Bundestages.

### Landesparlamente
Durch Austritte und Auflösungen von Fraktionen gibt es auch in vielen deutschen Landesparlamenten fraktionslose Abgeordnete. Bei der Wahl zur Bremischen Bürgerschaft gibt es zwei getrennte Wahlbereiche – die Städte Bremen und Bremerhaven – so dass häufiger Abgeordnete in das Parlament einziehen, die keine Fraktion bilden können. In anderen Ländern ist dies nur beim Erringen eines Direktmandates möglich. Derzeit ist in den Landesparlamenten auf diesem Weg nur Matthias Berger bei der Landtagswahl in Sachsen 2024 für die Freien Wähler gewählt worden. Stand: 26. März 2025 sind 19 der 1891 Abgeordnete (1 %) in den Landesparlamenten fraktionslos.

## Österreich
Im österreichischen Nationalrat gab es von August bis November 2012 mit Robert Lugar, Erich Tadler, Gerhard Köfer und Elisabeth Kaufmann-Bruckberger vier Abgeordnete, die klub-, aber nicht parteilos waren. Sie alle gehörten dem Team Stronach an. Im November 2012 erhielten sie durch weiteren Zulauf den Klubstatus für einen neuen Klub.
Nach der Nationalratswahl 2013 war Monika Lindner knapp zwei Monate klublose Abgeordnete. Sie erhielt ihr Mandat für das Team Stronach, von dem sie sich aber bereits im Vorfeld der Wahl trennte.
Im August 2015 verließ die Nationalratsabgeordnete Jessi Lintl (Team Stronach) die Partei und wurde „wilde“ Abgeordnete. Am 2. November 2015 wurde die Nationalratsabgeordnete Susanne Winter aus der FPÖ ausgeschlossen, sie war daraufhin ebenfalls als „wilde“ Abgeordnete im Nationalrat. Am 1. März 2016 trat der Nationalratsabgeordnete Marcus Franz aus dem ÖVP-Parlamentsklub aus. Kurz vor der Nationalratswahl 2017 kam es zu mehreren Klubaustritten und der Auflösung des Klubs des Teams Stronach, so dass zu Ende der Legislaturperiode 14 Abgeordnete ohne Klub im Parlament vertreten waren.
In der 26. Gesetzgebungsperiode wurde Martha Bißmann im Juli 2018 aus dem Klub der Liste Jetzt, Efgani Dönmez im September 2018 aus dem ÖVP-Klub ausgeschlossen. Beide gehörten danach weiterhin dem Nationalrat an.
In der 27. Gesetzgebungsperiode zog Philippa Strache als fraktionslose Abgeordnete auf einem Mandat der FPÖ in den Nationalrat ein und wurde am 23. Oktober 2019 aus der FPÖ ausgeschlossen.

## Schweiz
Im Schweizer Parlament kann es fraktionslose Abgeordnete geben. In der 49. Legislaturperiode gab es einen fraktionslosen Abgeordneten. In der 48. Legislaturperiode war je ein Mitglied der EDU und SP fraktionslos nach dem Austritt aus der jeweiligen Fraktion. Vor der Bildung der neuen Fraktion BD waren deren Mitglieder fraktionslos.